# Place Drouet-d'Erlon
La place Drouet-dʼErlon est une place située en plein cœur de Reims que les Rémois nomment souvent place dʼErlon. En son centre se dresse la Fontaine Subé surmontée de la statue appelée La Gloire.

## Situation et accès
Entre novembre 1991 et décembre 1993, la place est creusée de 15,45 mètres de profondeur afin de réaliser un parking automobile souterrain de 650 places sur 5 niveaux, permettant de libérer le stationnement de surface. La nouvelle place maintenant piétonne a été inaugurée le 18 décembre 1993.
Elle est un important lieu de la vie rémoise et accueille régulièrement des événements (Semaine de l'agriculture, grande roue dans le cadre du marché de Noël de Reims,...) et manifestations (Pyramide de chaussures contre les mines antipersonnel...). Elle est en grande partie piétonne et se couvre souvent de terrasses. Sur la moitié Subé-Colbert, elle ouvre sur le centre commercial d'Erlon et la galerie du Lion d'Or. La place accueille depuis fin 2019 un nouveau cinéma multiplexe de 11 salles nommé Opéraims sur l'emplacement de l'ancien Gaumont.
La surface de la place représente plus de 14 000 m² avec une longueur de 401 m et 35 m de large, ce qui en fait la plus longue place de France devant la place de la Concorde (360 m) à Paris, la place des Quinconces (360 m) à Bordeaux et la place Bellecour à Lyon (300 m).

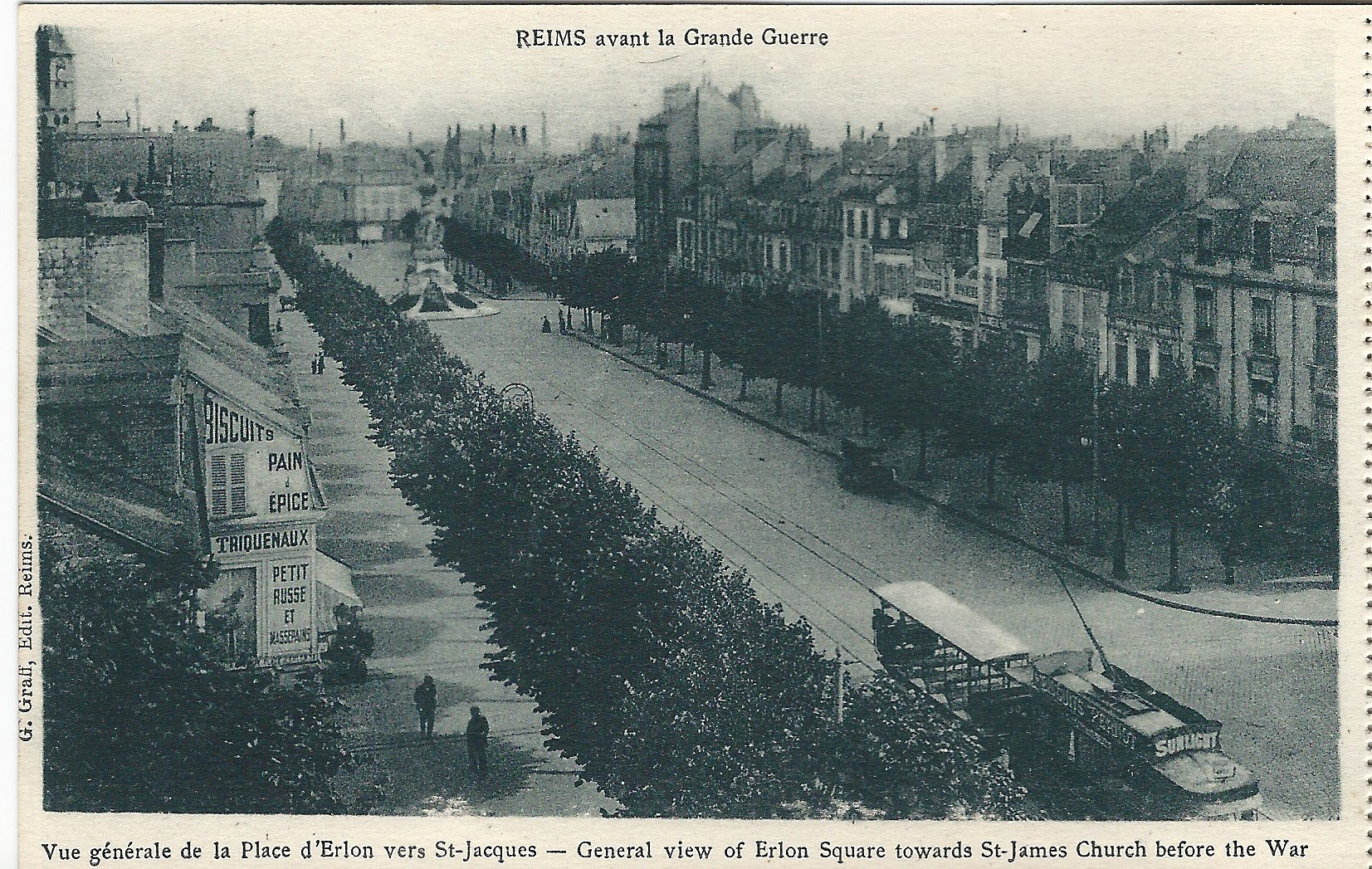
Avant la Grande Guerre et son tramway,
en ruines après.

## Origine du nom
Elle doit son nom à l'édification d'une statue en son centre en l'honneur de Jean-Baptiste Drouet d'Erlon en 1849 ; celle-ci fut par la suite transférée à l’angle des boulevards Victor-Hugo et Henry-Vasnier.

## Historique
Elle était habitée lors de La Tène, habitation de 6x8m avec palissade ? Ainsi qu'une inhumation.

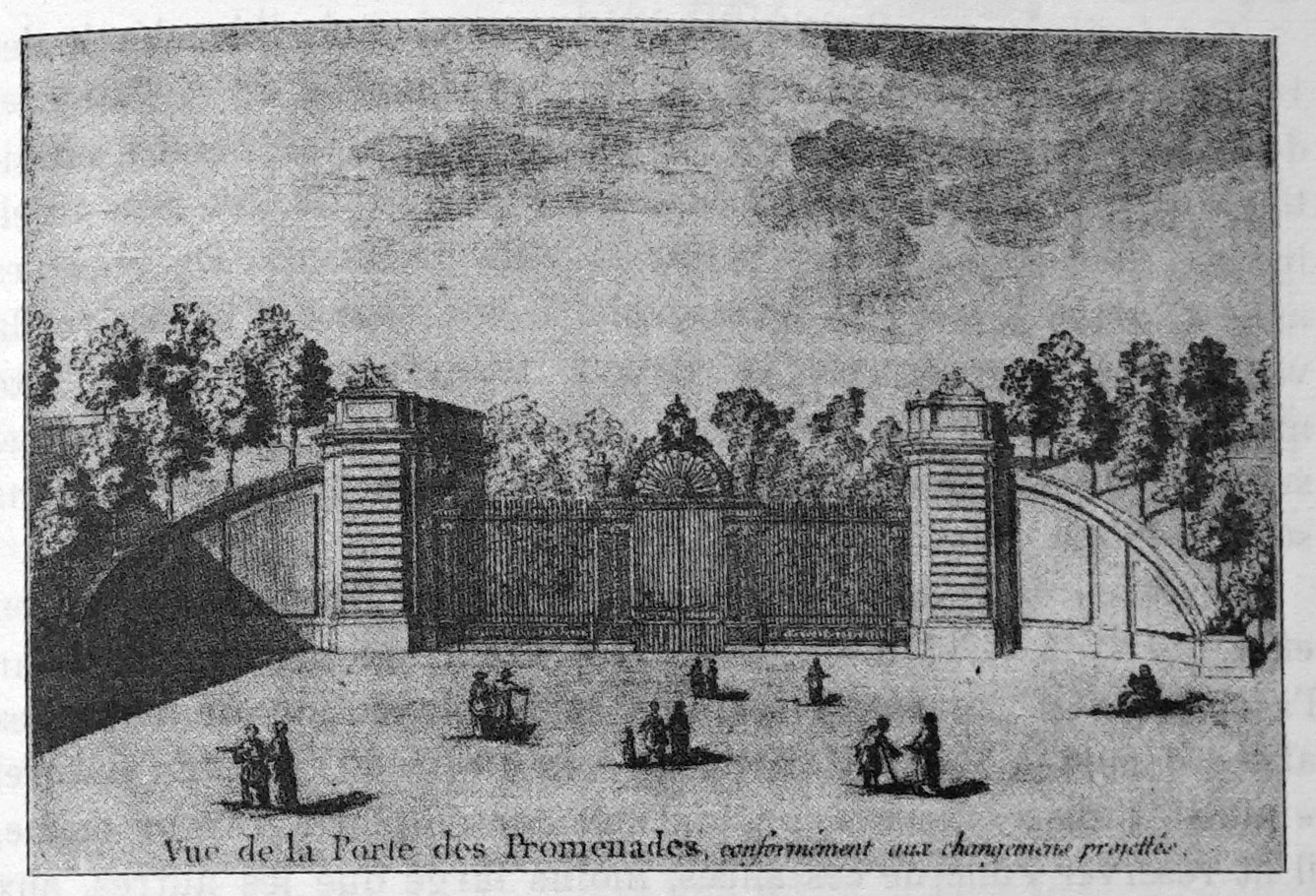
Porte fermant la place du côté des Promenades.

Elle se trouve en partie dans l'enceinte de l'oppidum gaulois puis le fossé est comblé vers la fin du Ier siècle, des maisons furent bâties en pierres de part et d'autre d'une voie est/ouest. Puis elle est hors du mur édifié au IIIe siècle, renforcés et étendus au IXe siècle, c'était alors le lieu d'une nécropole dont vingt trois tombes furent fouillés en 1994.
C'était un lieu marécageux qui était favorable pour des cultures maraîchères. L'extension de la muraille du XIIIe siècle inclut un quartier qui englobe les rues de Châtivesle, Jeanne-d'Arc, Buirette et crée la place de la Cousture qui est vraisemblablement une déformation de culture. Cette place est le lieu de la foire qui dure huit jours, chaque année à Pâques, reprenant l'ancienne foire qui avait lieu à la léproserie de St-Eloi sur la route de Paris. Guillaume aux Blanches Mains fait don de ce terrain es culture en 1183 et autorise à y bâtir des maisons. Elle était bordée d'arches à la suite du décret qui ordonnait aux métiers bruyants (forgerons, charrons...) de se munir de loges ayant pignon sur rue.
Elle servit de lieu d'exécutions publiques, la pendaison de la Grande Jeanette en 1786 pour l'assassinat de sept personnes, où quatre personnes furent guillotinées lors de la Révolution française. Au XIXe siècle elle était fermée par la porte neuve pour la perception de la Ferme générale.

## Bâtiments remarquables et lieux de mémoire
Presque entièrement détruite par la Première Guerre mondiale, elle a de nouveaux bâtiments art déco.

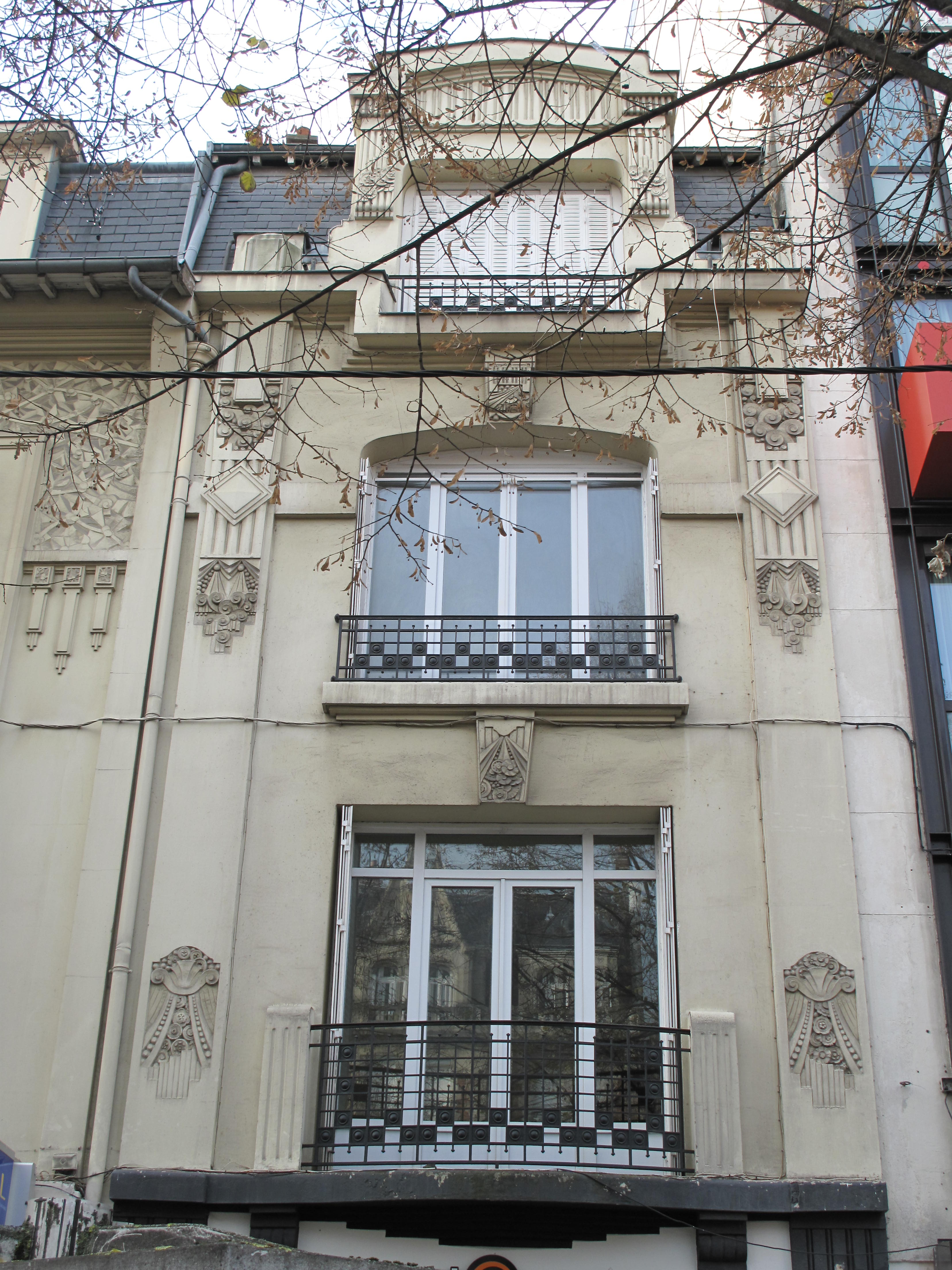
Le N°23.
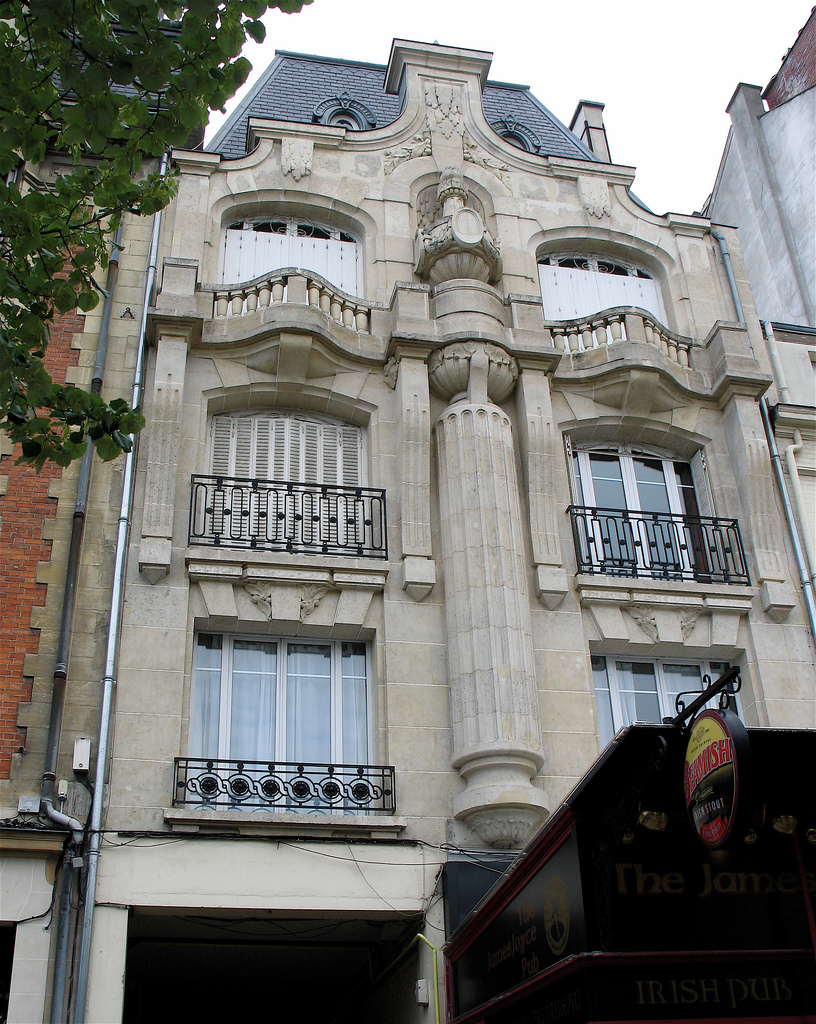
Le N°80.
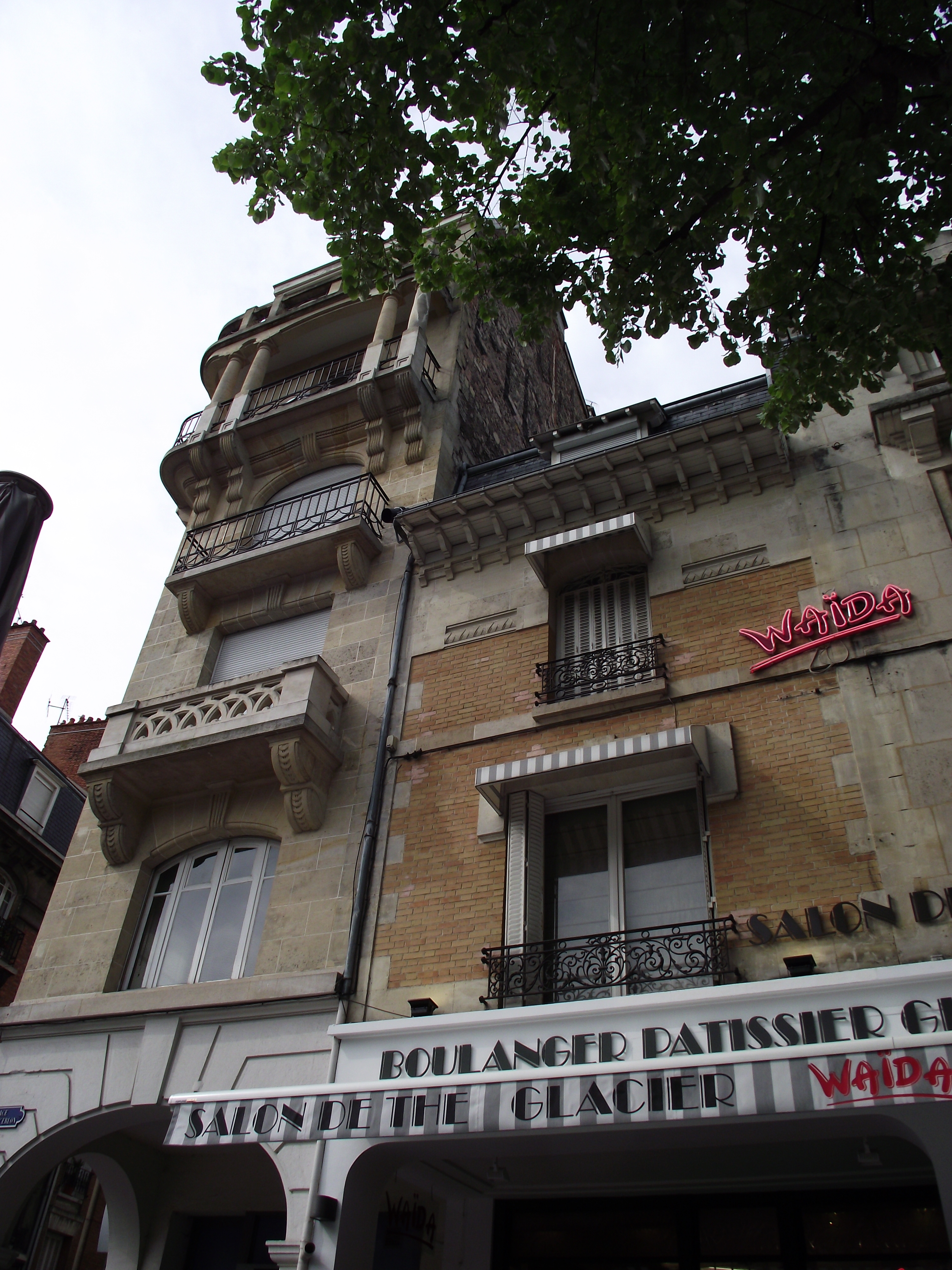
La pâtisserie Waida surtout l'intérieur.
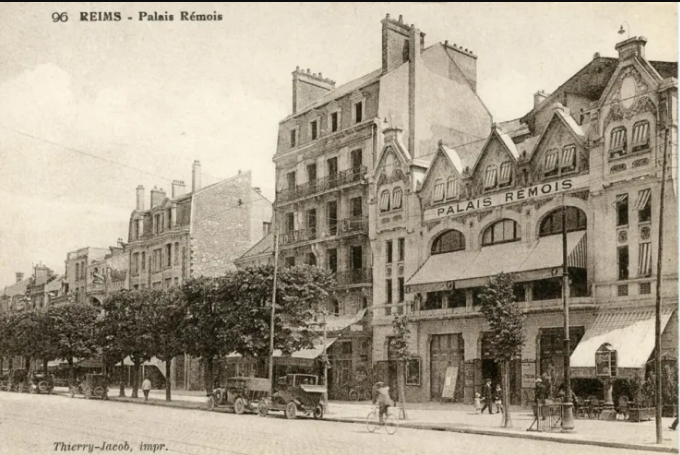
L'ancien cinéma le Palais Rémois.
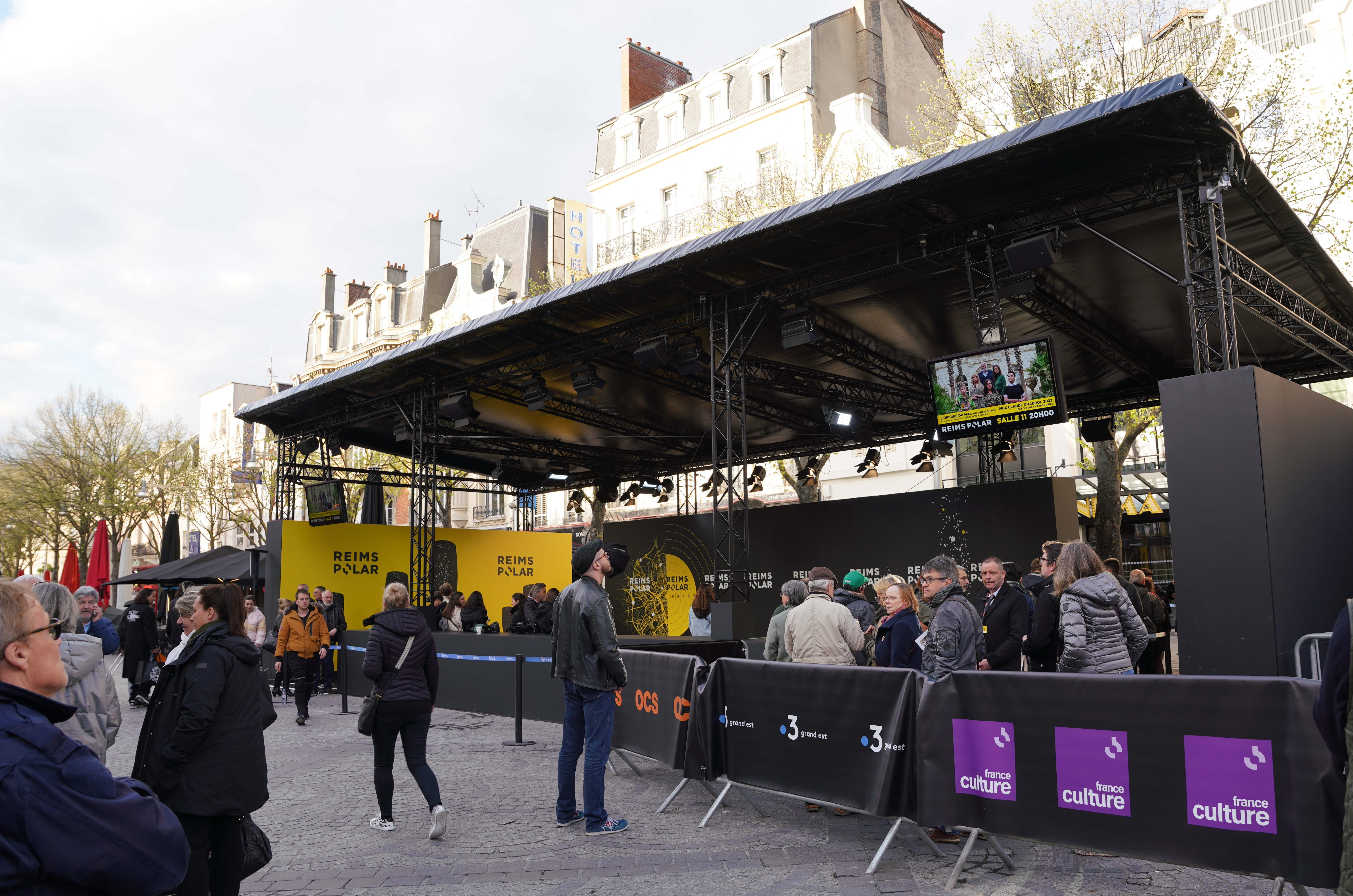
Lors de Reims Polar à l'Opéreims.

## Galerie d'images

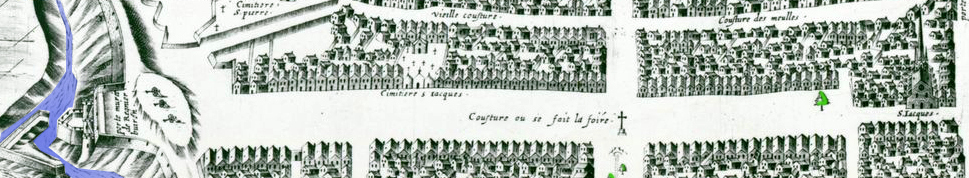
Plan de 1618 avec le cimetière St-Jacques,
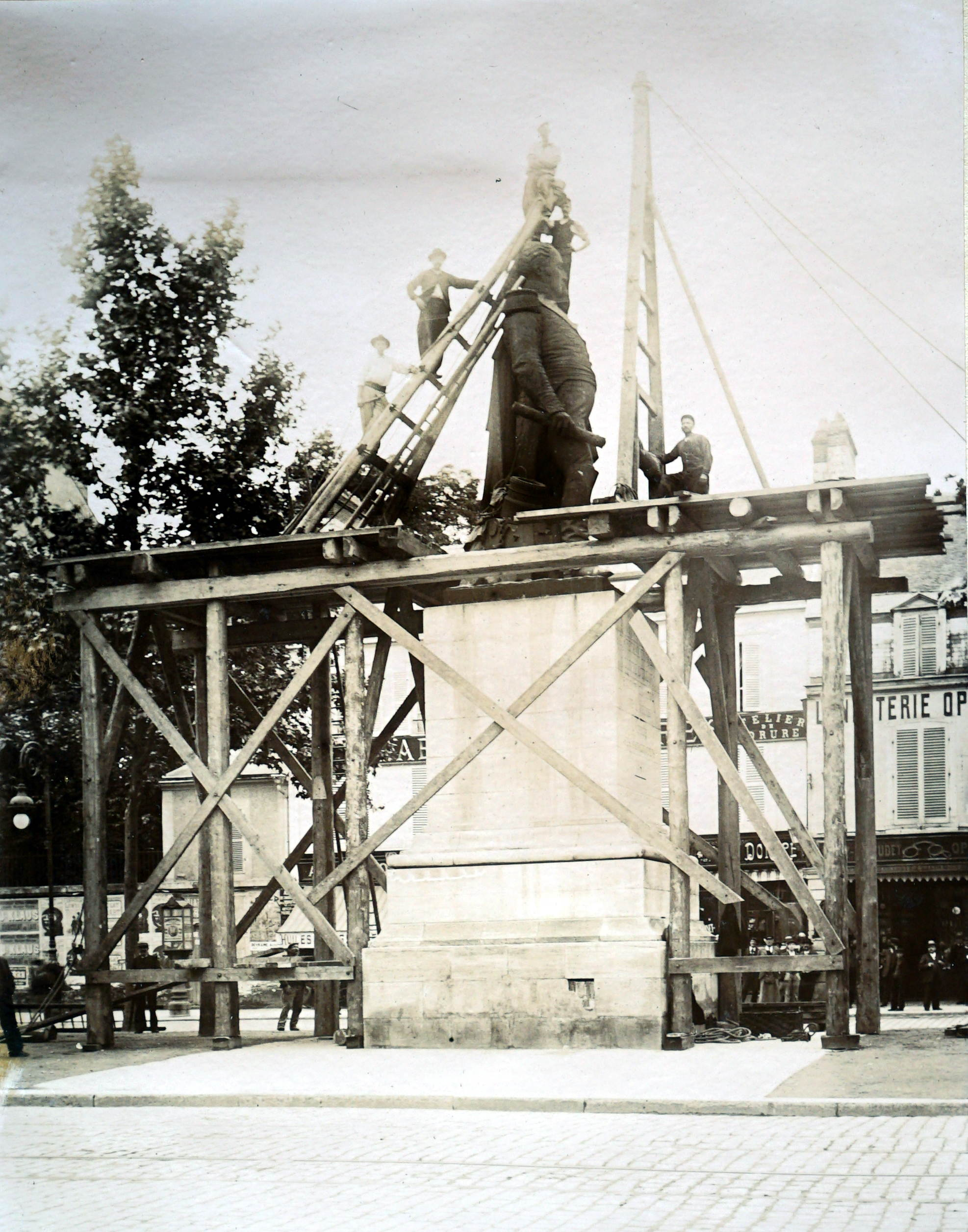
déplacement de la statue du comte Drouet d'Erlon,
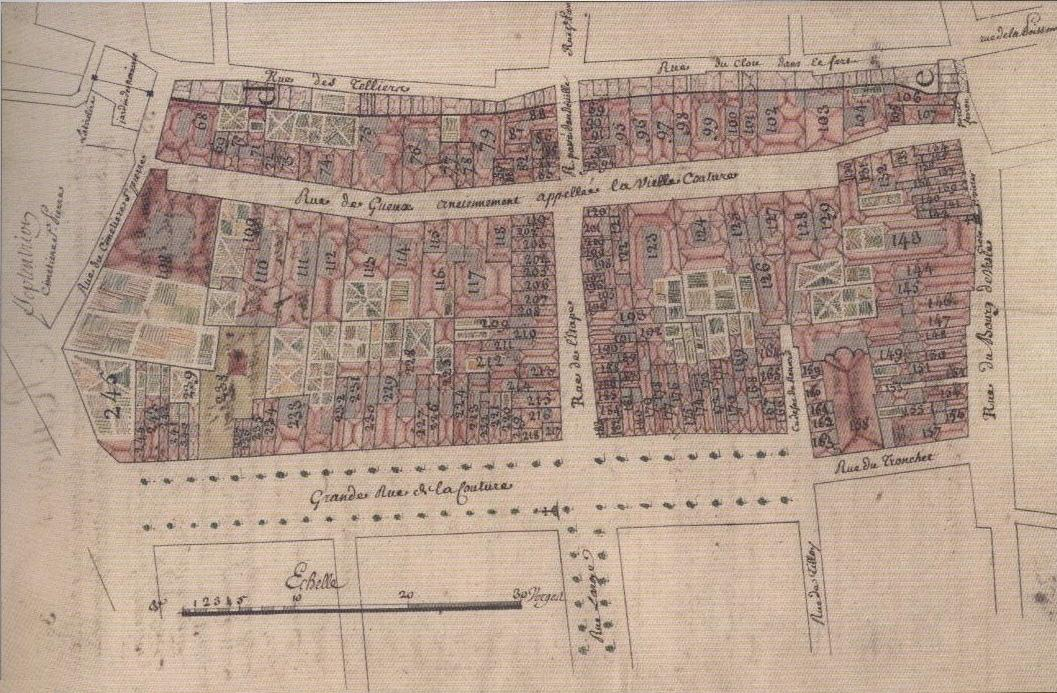
sur un plan de 1759 avec sa double ligne d'arbres,
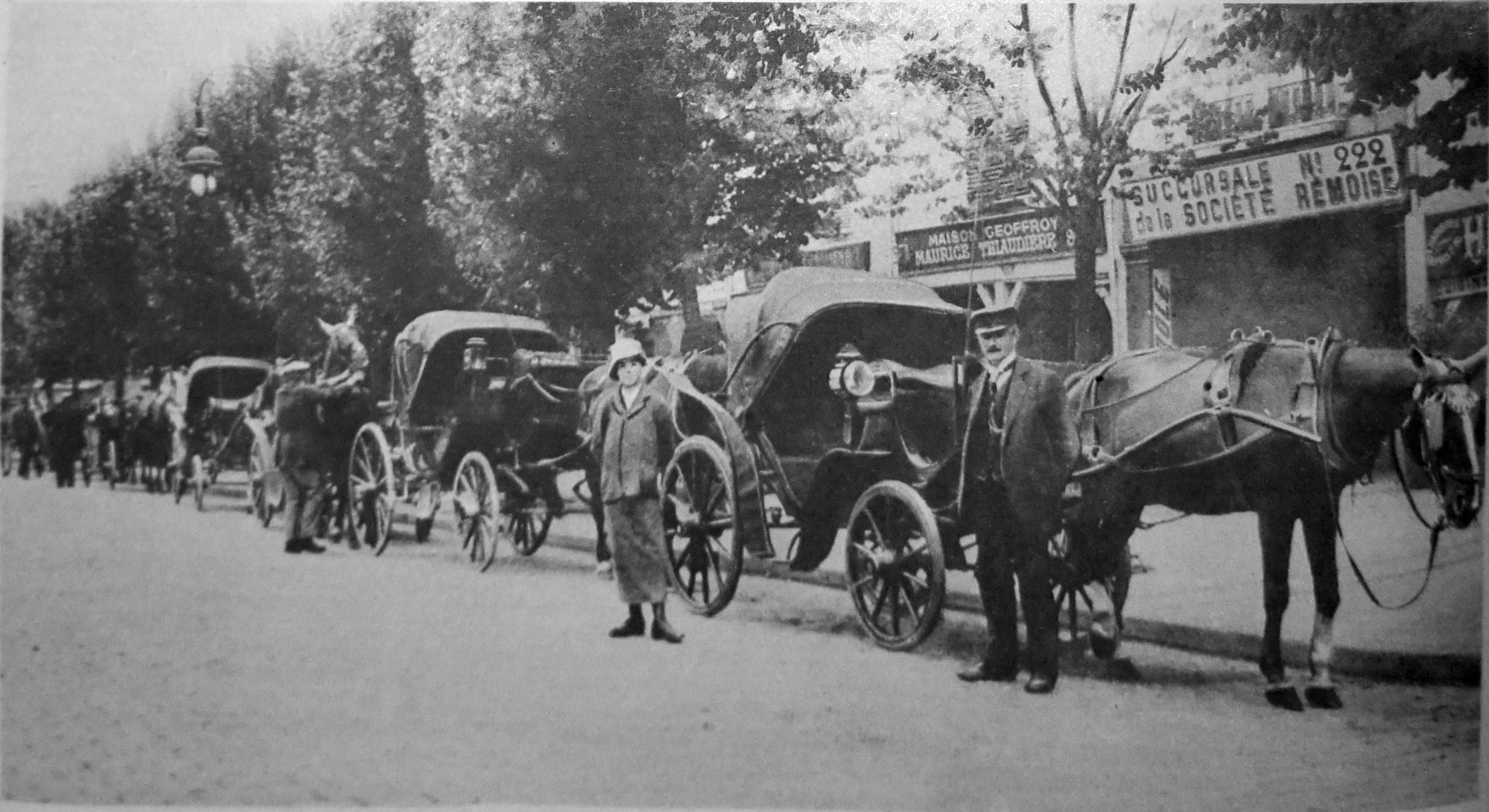
Halte de taxis début XXe siècle.
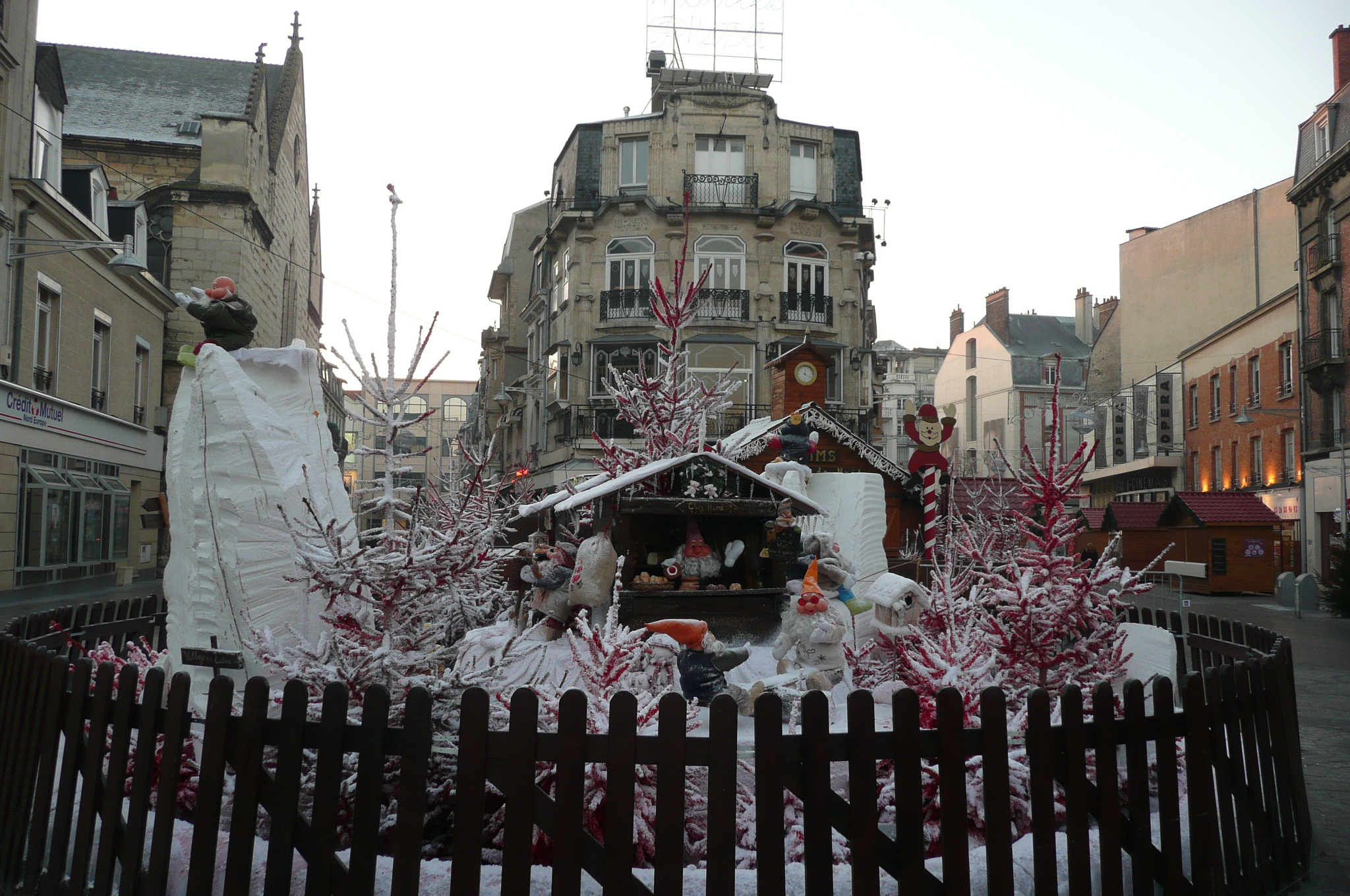
Marché de Noël.
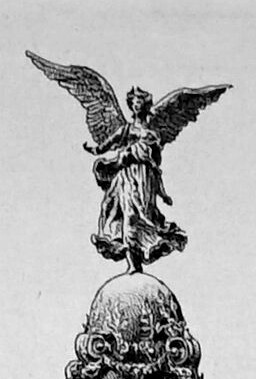
L'ancienne statue,
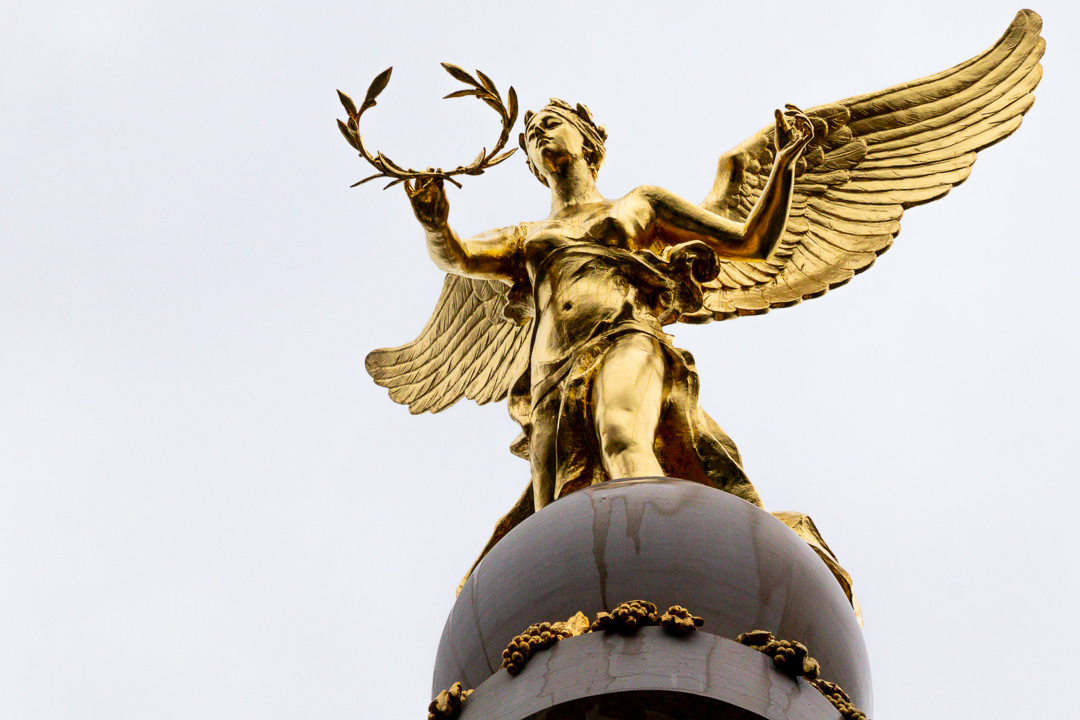
la nouvelle.